# Cryptus annulicornis
Cryptus annulicornis är en stekelart som beskrevs av Lucas 1849. Cryptus annulicornis ingår i släktet Cryptus och familjen brokparasitsteklar. Inga underarter finns listade i Catalogue of Life.